# Талеб Таватха
Талеб Таватха (івр. טאלב טוואטחה, араб. طالب طواطحه нар. 21 червня 1992, Джіср-аз-Зарка) — ізраїльський футболіст, бедуїн за етнічним походженням, лівий захисник клубу «Маккабі» (Хайфа) і національної збірної Ізраїлю.

## Клубна кар'єра
У дорослому футболі дебютував 2009 року виступами за команду клубу «Маккабі» (Хайфа), в якій провів сім сезонів, взявши участь у 153 матчах чемпіонату. Більшість часу, проведеного у складі хайфського «Маккабі», був основним гравцем захисту команди. Ставав чемпіоном Ізраїлю 2010/11 і володарем Кубка країни 2015/16.
До складу німецького клубу «Айнтрахт» (Франкфурт-на-Майні) приєднався 2016 року. У складі франкфуртської команди став володарем Кубка Німеччини у розіграші 2017/18.
11 вересня 2019, будучи вільним агентом, приєднався до клубу «Лудогорець».
До складу клубу «Маккабі» (Хайфа) приєднався 2020 року. Станом на 18 жовтня 2020 року відіграв за хайфську команду 13 матчів в національному чемпіонаті.

## Виступи за збірні
2007 року дебютував у складі юнацької збірної Ізраїлю, взяв участь у 31 іграх на юнацькому рівні, відзначившись 2 забитими голами.
Протягом 2011–2013 років залучався до складу молодіжної збірної Ізраїлю. На молодіжному рівні зіграв у 10 офіційних матчах.
2011 року дебютував в офіційних матчах у складі національної збірної Ізраїлю.

## Титулі і досягнення
- Чемпіон Ізраїлю (3):

«Маккабі» (Хайфа): 2010/11, 2020/21, 2021/22
- Володар Кубка Ізраїлю (1):

«Маккабі» (Хайфа): 2015/16
- Володар Кубка Німеччини (1):

«Айнтрахт»: 2017/18
- Чемпіон Болгарії (1):

«Лудогорець»: 2019-20
- Володар Суперкубка Ізраїлю (1):

«Маккабі» (Хайфа): 2021
- Володар Кубка Тото (1):

«Маккабі» (Хайфа): 2021